# Psychotria penduliflora
Psychotria penduliflora är en måreväxtart som beskrevs av Henry Nicholas Ridley. Psychotria penduliflora ingår i släktet Psychotria och familjen måreväxter. Inga underarter finns listade i Catalogue of Life.